# Kosteletzkya hispidula
Kosteletzkya hispidula là một loài thực vật có hoa trong họ Cẩm quỳ. Loài này được (Spreng.) Garcke mô tả khoa học đầu tiên năm 1853.